# Шми Скайуокер
Шми Скайуокер (англ. Shmi Skywalker), позже Скайуокер-Ларс (англ. Skywalker Lars) — персонаж франшизы «Звёздные войны», мать Энакина Скайуокера.
Шми была создана в 1994 году Джорджем Лукасом для фильма «Звёздные войны. Эпизод I: Скрытая угроза», где её сыграла шведская актриса Пернилла Аугуст; Аугуст повторила свою роль в следующем фильме. Некоторые критики считают, что Джордж Лукас при создании этого персонажа вдохновлялся образом Девы Марии.

## Биография
Шми Скайуокер родилась в 72 ДБЯ на Татуине и вскоре по неизвестной причине попала в рабство. В юности она была служанкой в богатых поместьях на разных планетах Среднего кольца, но позднее была отправлена на более «грязную» работу во Внешнем кольце, а потом вернулась на Татуин, где и поняла, что беременна, и в 41 ДБЯ рожает мальчика — Энакина. Вскоре они были проданы хаттше Гардулле Бесадии Старшей, а та через несколько лет проиграла Скайуокеров на тотализаторе торговцу Уотто, который давал семье некоторую свободу, и позволял Энакину участвовать в гонках. В 32 ДБЯ в лавку Уотто заглянули магистр-джедай Квай-Гон Джинн, Джа-Джа Бинкс, Падме Амидала и её дроид R2-D2. Квай-Гон чувствует в работающем там Энакине присутствие Силы, а анализ крови показывает зашкаливающий уровень мидихлориан. Джедай и Уотто спорят на свободу Энакина, что он не победит в гонках «Бунта Ив Классик», но когда тот побеждает, торговец вынужден освободить мальчика. Шми убеждает Энакина улететь с новыми друзьями на Корусант, а сама остаётся в рабстве вместе с подарком сына — протокольным дроидом C-3PO; Уотто начинает относиться к Шми с уважением.
Через несколько лет Уотто разоряется, а потому вынужден продать Шми. Её покупает Клигг Ларс, фермер из глубинки, однако вскоре освобождает и делает предложение. Шми он понравился, а потому она вышла за него замуж и взяла фамилию «Скайуокер-Ларс». Вместе с пасынком Оуэном и его невестой Беру они жили относительно счастливо, хотя Шми постоянно размышляла об Энакине. В 22 ДБЯ её похищают местные разбойники — тускены. Организованная Клиггом спасательная операция терпит фиаско, сам он лишается ноги, а большинство их соседей гибнет. Одновременно с этими событиями Скайуокера начинают посещать сны, где он видит страдания матери. Ослушаться приказов учителя Энакин решается только спустя месяц: они с Амидалой находят ферму Ларсов и узнают обстоятельства похищения. Скайуокер находит мать в одном из тускенских лагерей, но спасти её не удаётся — Шми умирает у него на руках. В приступе гнева джедай истребляет всех жителей лагеря, а затем отвозит тело матери на ферму Ларсов, где её хоронят. Смерть Шми становится трагедией для Энакина — он с трудом удерживается на Светлой стороне Силы.

## Создание
Когда Джордж Лукас приступал к созданию трилогии приквелов, то ставил себе задачей рассказать историю превращения «доблестного рыцаря-джедая», каковым позиционировался в оригинальной трилогии Энакин Скайуокер, в зловещего Дарта Вейдера; когда он решил начинать рассказ с детства будущего ситха, то стал вопрос о родителях. Лукас отказался от введения отца, ограничившись в сценарии двусмысленной фразой о нём, зато образ матери должен был сыграть важную роль. В итоге образ получился близким к идеалу материнства. Имя, данное Лукасом — Шми, было взято от богини Лакшми (санскр. लक्ष्मी), в индуизме символизирующей благополучие, изобилие и процветание. В одном из ранних сценариев у Шми была фамилия «Варка» (англ. Warka), но затем от этой идеи отказались.
В 32-м выпуске журнала Star Wars Insider за июль 1997 года было объявлено, что молодого Скайуокера будет играть Джейк Ллойд, а Пернилла Аугуст — его мать Шми. Аугуст была в основном известна своими ролями в шведских театрах, но обратила на себя внимание Lucasfilm после участия в сериале «Хроники молодого Индианы Джонса»; готовясь к роли, она впервые посмотрела фильмы оригинальной трилогии, для неё это была первая роль на английском языке. В ходе рекламной кампании к премьере «Скрытой угрозы» образ Шми был связан с фразой «Одна Любовь» (англ. One Love). В одноимённой видеоигре Скайуокер была озвучена Кэролин Сеймур.
В 2000 году было опубликовано сразу несколько книг о детстве Энакина: «Дети-призраки», «Охота на Энакина Скайуокера» и «Проблемы на Татуине», где более подробно была описана жизнь Шми. Дальнейшую биографию раскрывала «Атака клонов», где её снова сыграла Аугуст. В фильме, по словам самой актрисы, ей приходилось играть более напряжённо и демонстрировать «очень сильные эмоции», кроме того, ей не нравилось, что Энакина играл новый актёр, Хейден Кристинсен. Сразу после выхода «Атаки клонов» Del Rey Books опубликовало роман Троя Деннинга «Дух Татуина», где подробно рассказано о пребывании Шми в рабстве, её браке с Ларсом и гибели: всё это принцесса Лея Органа узнавала из голодневника Шми. Таким образом издательство окончательно связывало новые фильмы с событиями и персонажами оригинальной трилогии.
В одном из первоначальных сценариев фильма «Месть ситхов» Дарт Сидиус обвинял Дарта Тирануса в том, что тот подкупил кочевников, чтобы они похитили и убили мать Энакина; однако впоследствии эту сцену вырезали как из фильма, так и из его новеллизации. В мультсериале «Войны клонов» (2008) в эпизоде «Повелители», премьера которого состоялась 28 января 2011 года, перед Энакином появляется Бог Силы — Сын — в образе Шми, чтобы «посоветовать» джедаю бросить на произвол судьбы Оби-Вана Кеноби и Асоку Тано; Шми была озвучена Аугуст.
Наиболее спорным остаётся вопрос об отцовстве Энакина. Если в «Мести ситхов» Сидиус намекнул Скайуокеру, что его учитель, Дарт Плэгас, мог провернуть подобное и неким образом создать из Силы человека, то в новеллизации этого же эпизода Сидиус так и думает. Однако это всё не было подтверждено точно, и вопрос излагался догадками. В романе «Дарт Плэгас» (2012) Джеймс Лусено с согласия сюжетной группы Lucasfilm описал, хотя опять на уровне предположения, но теперь максимально детализированно, причину рождения у Шми ребёнка — попытка Плэгаса и Сидиуса подчинить себе Силу удалась, но Сила в качестве «ответного удара» зачала Избранного. Когда после покупки The Walt Disney Company прав на франшизу все материалы были признаны неканоничными, вопрос о материнстве Шми снова стал открытым, и только в 2018 году вышел комикс «Звёздные войны. Дарт Вейдер, тёмный лорд ситхов 25: Крепость Вейдера, часть 7», где уже Дарту Вейдеру приходит виде́ние, как Сидиус с помощью Силы создаёт в Шми ребёнка, но правдиво ли это виде́ние — неизвестно.
Фигурки
В 1999 году к премьере «Призрачной угрозы», компания Hasbro выпустила фигурки большинства персонажей фильма, но не Шми. Только в 2001 году персонаж был адаптирован в фигурку во время съёмок «Атаки клонов» с помощью сканирования Аугуст в образе Скайуокер-Ларс. Несмотря на эту технику, авторы книги «Figurines Star Wars» отметили, что фигурка получилась более коренастой, чем оригинал.

## Критика
Рождение Энакина от Шми, по мнению критиков, сближает образ Энакина с Иисусом: «Иисус и Энакин оба родились в пустыне в небольших общинах. Как и Иисус, Энакин появился на свет, судя по всему, в результате непорочного зачатия», кроме того, у Энакина нет земного отца, есть только мать, что лишний раз подтверждает их сходство, а в трагических переживаниях сына после гибели матери можно увидеть и буддистскую идею — земные привязанности ведут к страданиям. Соответственно, образ Шми — это копия Девы Марии. Сам Лукас на такое сравнение заметил, что подобные концепции есть во многих религиях, а во время консультаций с Аугуст, тоже обратившей внимание на сходство своей героини с библейскими персонажами, режиссёр прекратил её расспросы фразой «Это метафизическая вещь».
Другие культурологи отмечают, что в трилогии приквелов Лукас подчёркивает беспомощность «белых» женщин, для защиты которых от похожих на индейцев «дикарей» мужчинам (прежде всего Энакину) приходится применять силу. Шми от начала и до конца уготована роль жертвы: она (очевидно, против воли) подвергается процедуре искусственного зачатия, потом её продают в рабство и она освобождается только для того, чтобы впоследствии погибнуть от рук кочевников. Несмотря на то, что здесь белые люди оказываются в рабстве у «чужаков», история, рассказанная «Звёздными войнами», тем не менее якобы подчёркивает превосходство «белого мужчины».
В книге «Историко-культурные прочтение „Звёздных войн“» (2016) Питер Ли анализирует «Страсти Христовы» Шми Скайуокер — язычники (римляне — тускены) взяли в рабство, издевались и в конце концов убили человека, связанного со «сверхъестественным» (Иисус — Шми); тут Лукас, по мнению Ли, вдохновлялся не только Библией, но и Древним миром — языческой Римской республикой и отсталыми культурами, которые практиковали рабство войны, то есть женщины и дети побежденных были обращенными в рабство победителями. В книге «Постоянство белизны: раса и современное голливудское кино» (2007) отмечается, что Шми должна была послужить очередной иллюстрацией действий «пустынных развратников» — её изнасилуют и убьют только за то, что она «белая», однако этот сюжет был частично убран ввиду «божественности» образа этого персонажа. Далее, редактор Дэниел Бернарди сравнивает тускенов со стереотипными апачи из американских вестернов в стиле фильма «Искатели» (1956). В интерпретации «Звёздных войн» Шми — белая женщина, которую пытали и убили «дикари» из-за отсутствия защиты со стороны белого мужчины; она умирает на руках своего сына в позе Пьета, где на этот раз Спаситель держит тело матери-мученика.